# Francisco Mirambell y Giol

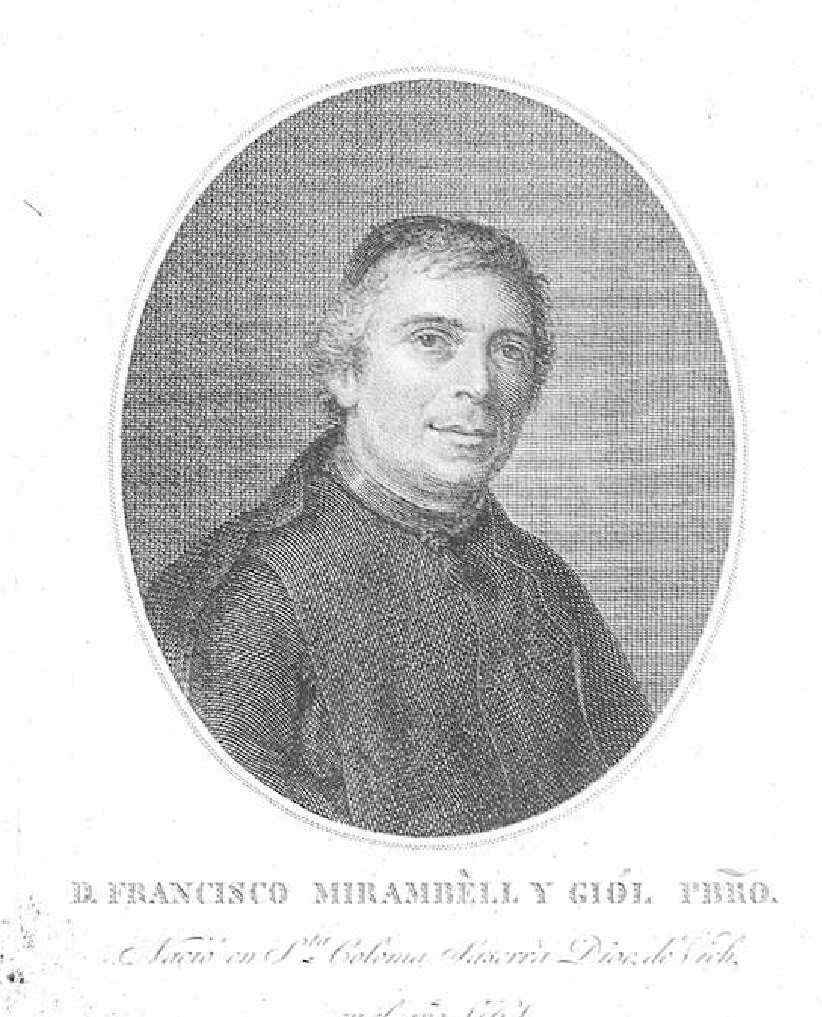
Retrato de Francisco Mirambell y Giol, grabado de Juan Masferrer por dibujo de Ramón Planella, 1817. Inscripción: «Francisco Mirambell y Giól Pbro. Nació en Santa Coloma Saserra Dioc. de Vich en el año 1761»

Francisco Mirambell y Giol (Santa Coloma Sasserra, 1 de abril de 1761-Prats de Llusanés, 24 de diciembre de 1822), sacerdote católico, naturalista, lexicógrafo e historiador español.
Hijo de payeses, nació en Santa Coloma Sasserra, lugar del municipio de Castellcir (Barcelona). Tras cursar estudios incompletos de filosofía en la Universidad de Cervera, ingresó en el seminario conciliar de Vic donde cursó tres años de teología escolástica y cinco de teología moral y se ordenó sacerdote en 1785. En 1789 ocupó por oposición la rectoría de la parroquia de San Martín de Sesgleyoles, de la que pasó en 1804 a la de San Vicente de Prats de Llusanés, donde falleció en 1822.
Siendo cura párroco de San Martín de Sesgleyoles midió y dibujó los contornos del término parroquial y él mismo abrió en madera el mapa que le publicó la Universidad de Cervera, junto con una memoria histórica del municipio para uso de sus feligreses. También colaboró con el jesuita Juan Francisco Masdeu, proporcionándole noticias de algunas antigüedades e información sobre la comarca de la Segarra para su Historia crítica de España y de su cultura. Al mismo tiempo impulsó la introducción del cultivo de la patata y su consumo, según él mismo explicaba algunos años después:

En el año de 1792, compadecido de la miseria que pasaban sus feligreses en la villa de San Martín de Sasgayolas, se aplicó cuidadosa e infatigablemente en fomentar allí la agricultura y para que el socorro fuese pronto comenzó con el cultivo de las patatas que eran tanto desconocidas allí como en la comarca. Correspondieron a sus deseos unos resultados tan felices como que aquella feligresía tuvo pronto socorro; y desde aquella época aquel fruto precioso forma un artículo considerable en la cosecha de aquella villa, de su comarca y de varios términos de sus contornos, por donde su cultivo se va extendiendo cada día más y más.

A cargo de la parroquia de Prats de Llusanés promovió concursos para la mejora de las técnicas agrícolas y la artesanía textil. Al crearse en 1815 la Escuela de Agricultura y Botánica de la Junta de Comercio de Barcelona bajo la dirección de Juan Francisco de Bahí y Fonseca, colaboró con varios artículos en los que abordaba cuestiones como la lucha contra los parásitos en los cultivos, los abonos o la variantes del trigo en las Memorias de Agricultura y Artes editadas por la escuela. En 1817 fue admitido miembro de la Reial Acadèmia de Ciències i Arts de Barcelona, a la que donó la colección de fósiles y minerales que había reunido en los contornos de sus parroquias.
Félix Torres Amat indica que dejó manuscritos buen número de cuadernos sobre materias diversas de historia y paleografía, entre ellos unos Apuntes históricos de la iglesia del Estany, una Clave de las abreviaturas antiguas y las Memorias y notas históricas de la Villa de Prats de Llusanés, así como el catálogo de los señores de Llussá.
Ideó, además, un alfabeto reformado que decía simplicísimo y universal, conforme a principios analíticos de la naturaleza, al que llamó añocújeni o anocúxeni, palabra que formó con las cinco vocales interpoladas por orden por las cuatro primeras consonantes de su sistema, compuesto por 31 signos simples —de los que dieciséis sonidos cardinales utilizados en todas las lenguas conocidas— y cuatro diptongos, según explicaba en la prefación de la parte primera de la ortographia universal.

### Obras
- Mapa de la parroquia de S. Martín de Sesgleyoles, y sus contornos, obispado de Vich y corregimiento de Cervera, Cervera, En la Imprenta de la Pontificia y Real Universidad, 1798.[6]
- Anocújeni, o alphabeto reformado, simplicisimo y universal para todas las lenguas y naciones conforme los principios analíticos de la naturaleza; parte primera de la ortographia universal, Manresa, Imprenta de Martín Trullás, 1813.[7]
- Alphabeto de comparación, hebreo-catalán-castellano, ó Correspondencia entre los signos hebreos, catalanes y castellanos, según los principios del Anocújeni, ó Alphabeto reformado universal, Madrid, Imprenta de Leonardo Muñoz, 1817.[8]